# Eurymeloides minutum
Eurymeloides minutum är en insektsart som beskrevs av Evans 1933. Eurymeloides minutum ingår i släktet Eurymeloides och familjen dvärgstritar. Inga underarter finns listade i Catalogue of Life.